# Unión PN
Se denomina unión PN a la estructura fundamental de los componentes electrónicos comúnmente denominados semiconductores, principalmente diodos y transistores. Está formada por la unión metalúrgica de dos cristales, generalmente de silicio (Si), aunque también se fabrican de germanio (Ge), de naturalezas P y N según su composición a nivel atómico. Estos tipos de cristal se obtienen al dopar cristales de metal puro intencionadamente con impurezas, normalmente con algún otro metal o compuesto químico. Es la base del funcionamiento de la energía solar fotovoltaica.

### Información general
1. "Uniéndose el material de tipo n con el material de tipo p provoca un exceso de electrones en el material de tipo n que se difunden hacia el lado de tipo p y el exceso de huecos a partir del material de tipo p se difunden hacia el lado de tipo n.
2. El movimiento de electrones para el lado de tipo p expone núcleos de iones positivos en el lado de tipo n mientras que el movimiento de huecos para el lado de tipo n expone núcleos de iones negativos en el lado de tipo p, lo que resulta en un campo de electrones en la unión y la formación de la región de agotamiento.
3. Un voltaje es el resultado del campo eléctrico formado en la unión."[1]

## Silicio puro o intrínseco

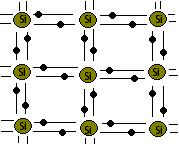
Malla cristalina de silicio puro.

Los cristales de Silicio están formados a nivel atómico por una malla cristalina basada en enlace covalente que se producen gracias a los 4 electrones de valencia del átomo de Silicio. Junto con esto existe otro concepto que cabe mencionar: el de hueco. Los Huecos de electrón, como su nombre indica, son el lugar que deja un electrón cuando deja la capa de valencia y se convierte en un electrón libre. Esto es lo que se conoce como pares electrón - hueco y su generación se debe a la temperatura (como una aplicación, al caso, de las leyes de la termodinámica) o a la luz (efecto fotoeléctrico).
En un semiconductor puro (intrínseco) se cumple que, a temperatura constante, el número de huecos es igual al de electrones libres.

## Silicio extrínseco tipo P
Un Semiconductor tipo P se obtiene llevando a cabo un proceso de dopado, sustituyéndole algunos de los átomos de un semiconductor intrínseco por átomos con menos electrones de valencia que el semiconductor anfitrión, normalmente trivalente, es decir con 3 electrones en la capa de valencia (normalmente boro), al semiconductor para poder aumentar el número de portadores de carga libres (en este caso positivos, huecos).
Cuando el material dopante es añadido, este libera los electrones más débilmente vinculados de los átomos del semiconductor. Este agente dopante es también conocido como impurezas aceptoras.
El propósito del dopaje tipo P es el de crear abundancia de huecos. En el caso del silicio, una impureza trivalente deja un enlace covalente incompleto, haciendo que, por difusión, uno de los átomos vecinos le ceda un electrón completando así sus cuatro enlaces. Así los dopantes crean los "huecos". Cada hueco está asociado con un ion cercano cargado negativamente, por lo que el semiconductor se mantiene eléctricamente neutro en general. No obstante, cuando cada hueco se ha desplazado por la red, un protón del átomo situado en la posición del hueco se ve "expuesto" y en breve se ve equilibrado por un electrón. Por esta razón un hueco se comporta como una cierta carga positiva. Cuando un número suficiente de aceptores son añadidos, los huecos superan ampliamente la excitación térmica de los electrones. Así, los huecos son los portadores mayoritarios, mientras que los electrones son los portadores minoritarios en los materiales tipo P. Los diamantes azules (tipo IIb), que contienen impurezas de boro (B), son un ejemplo de un semiconductor tipo P que se produce de manera natural.

## Silicio extrínseco tipo N
Un Semiconductor tipo N se obtiene llevando a cabo un proceso de dopado añadiendo un cierto tipo de elemento, normalmente pentavalente, es decir con 5 electrones en la capa de valencia, al semiconductor para poder aumentar el número de portadores de carga libres (en este caso, negativos, electrones libres).
Cuando el material dopante es añadido, este aporta sus electrones más débilmente vinculados a los átomos del semiconductor. Este tipo de agente dopante es también conocido como impurezas donantes ya que cede uno de sus electrones al semiconductor.
El propósito del dopaje tipo N es el de producir abundancia de electrones libres en el material. Para ayudar a entender cómo se produce el dopaje tipo N considérese el caso del silicio (Si). Los átomos del silicio tienen una valencia atómica de cuatro, por lo que se forma un enlace covalente con cada uno de los átomos de silicio adyacentes. Si un átomo con cinco electrones de valencia, tales como los del grupo VA de la tabla periódica (ej. fósforo (P), arsénico (As) o antimonio (Sb)), se incorpora a la red cristalina en el lugar de un átomo de silicio, entonces ese átomo tendrá cuatro enlaces covalentes y un electrón no enlazado. Este electrón extra da como resultado la formación de electrones libres, el número de electrones en el material supera ampliamente el número de huecos, en ese caso los electrones son los portadores mayoritarios y los huecos son los portadores minoritarios. A causa de que los átomos con cinco electrones de valencia tienen un electrón extra que "dar", son llamados átomos donantes. Nótese que cada electrón libre en el semiconductor nunca está lejos de un ion dopante positivo inmóvil, y el material dopado tipo N generalmente tiene una carga eléctrica neta final de cero.

## Barrera interna de potencial

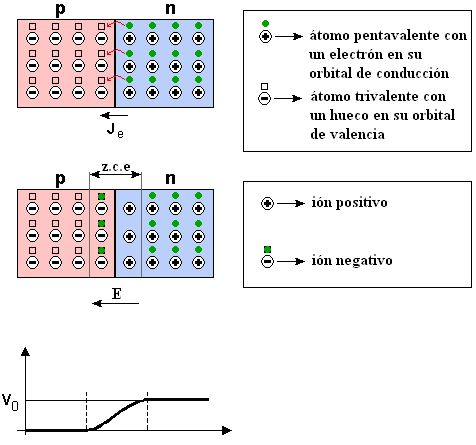
Formación de la zona de la barrera interna de potencial.

Al unir ambos cristales, se manifiesta una difusión de electrones del cristal n al p (Je).
Al establecerse estas corrientes aparecen cargas fijas en una zona a ambos lados de la unión, zona que recibe diferentes denominaciones como barrera interna de potencial, zona de carga espacial, de agotamiento o empobrecimiento, de deplexión, de vaciado, etc.
A medida que progresa el proceso de difusión, la zona de carga espacial va incrementando su anchura profundizando en los cristales a ambos lados de la unión. Sin embargo, la acumulación de iones positivos en la zona n y de iones negativos en la zona p, crea un campo eléctrico (E) que actuará sobre los electrones libres de la zona n con una determinada fuerza de desplazamiento, que se opondrá a la corriente de electrones y terminará deteniéndolos.
Este campo eléctrico es equivalente a decir que aparece una diferencia de tensión entre las zonas p y n. Esta diferencia de potencial (V0) es de 0,7 V en el caso del silicio y 0,3 V si los cristales son de germanio.
La anchura de la zona de carga espacial una vez alcanzado el equilibrio, suele ser del orden de 0,5 micras pero cuando uno de los cristales está mucho más dopado que el otro, la zona de carga espacial es mucho mayor.

## Polarización directa de la unión PN

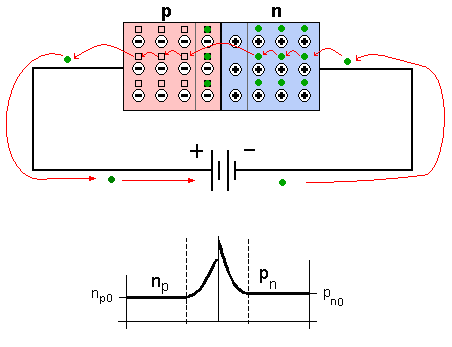
Polarización directa del diodo p-n.

En este caso, la batería disminuye la barrera de potencial de la zona de carga espacial, permitiendo el paso de la corriente de electrones a través de la unión; es decir, el diodo polarizado directamente conduce la electricidad.
Se produce cuando se conecta el polo positivo de una batería a la parte P de la unión P - N y el negativo a la N. En estas condiciones podemos observar que:
- El polo negativo de la batería repele los electrones libres del cristal n, con lo que estos electrones se dirigen hacia la unión p-n.
- El polo positivo de la batería atrae a los electrones de valencia del cristal p, esto es equivalente a decir que empuja los huecos hacia la unión p-n.
- Cuando la diferencia de potencial entre los bornes de la batería es mayor que la diferencia de potencial en la zona de carga espacial, los electrones libres del cristal n, adquieren la energía suficiente para saltar a los huecos del cristal p, los cuales previamente se han desplazado hacia la unión p-n.
- Una vez que un electrón libre de la zona n salta a la zona p atravesando la zona de carga espacial, cae en uno de los múltiples huecos de la zona p convirtiéndose en electrón de valencia. Una vez ocurrido esto el electrón es atraído por el polo positivo de la batería y se desplaza de átomo en átomo hasta llegar al final del cristal p, desde el cual se introduce en el hilo conductor y llega hasta la batería.

De este modo, con la batería cediendo electrones libres a la zona n y atrayendo electrones de valencia de la zona p, aparece a través del diodo una corriente eléctrica constante hasta que la batería se consume.

## Polarización inversa de la unión PN

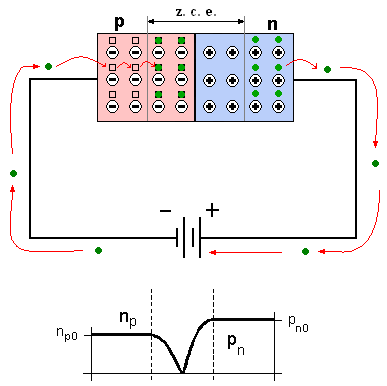
Polarización inversa del diodo PN.

En este caso, el polo negativo de la batería se conecta a la zona p y el polo positivo a la zona n, lo que hace aumentar la zona de carga espacial, y la tensión en dicha zona hasta que se alcanza el valor de la tensión de la batería, tal y como se explica a continuación:
- El polo positivo de la batería atrae a los electrones libres de la zona n, los cuales salen del cristal n y se introducen en el conductor dentro del cual se desplazan hasta llegar a la batería. A medida que los electrones libres abandonan la zona n, los átomos pentavalentes que antes eran neutros, al verse desprendidos de su electrón en el orbital de conducción, adquieren estabilidad (4 electrones en la capa de valencia, ver semiconductor y átomo) y una carga eléctrica neta de +1, con lo que se convierten en iones positivos.
- El polo negativo de la batería cede electrones libres a los átomos trivalentes de la zona p. Recordemos que estos átomos sólo tienen 3 electrones de valencia, con lo que una vez que han formado los enlaces covalentes con los átomos de silicio, tienen solamente 7 electrones de valencia, siendo el electrón que falta el denominado hueco. El caso es que cuando los electrones libres cedidos por la batería entran en la zona p, caen dentro de estos huecos con lo que los átomos trivalentes adquieren estabilidad (8 electrones en su orbital de valencia) y una carga eléctrica neta de -1, convirtiéndose así en iones negativos.
- Este proceso se repite una y otra vez hasta que la zona de carga espacial adquiere el mismo potencial eléctrico que la batería.

En esta situación, el diodo no debería conducir la corriente; sin embargo, debido al efecto de la temperatura se formarán pares electrón-hueco a ambos lados de la unión produciendo una pequeña corriente (del orden de 1 μA) denominada corriente inversa de saturación. Además, existe también una denominada corriente superficial de fugas la cual, como su propio nombre indica, conduce una pequeña corriente por la superficie del diodo; ya que en la superficie, los átomos de silicio no están rodeados de suficientes átomos para realizar los cuatro enlaces covalentes necesarios para obtener estabilidad. Esto hace que los átomos de la superficie del diodo, tanto de la zona n como de la p, tengan huecos en su orbital de valencia con lo que los electrones circulan sin dificultad a través de ellos. No obstante, al igual que la corriente inversa de saturación, la corriente superficial de fugas es usualmente despreciable. Sin embargo, existen ciertas aplicaciones especiales de bajo consumo donde es necesario saber cuanto valen dichas corrientes.